# Amor a boca de canó
Amor a boca de canó (títol original: True Romance) és una pel·lícula estatunidenca, dirigida per Tony Scott i estrenada el 1993. Ha estat doblada al català.

## Argument
El solitari Clarence (Christian Slater) està celebrant el seu aniversari com de costum, veient una sessió triple de pel·lícules d'arts marcials en un atrotinat cinema. Llavors entra la rossa i explosiva Alabama (Patricia Arquette) vessant les seves crispetes sobre Clarence. La jove li explica més tard que és una prostituta contractada pel cap de Clarence perquè passés una nit divertida, però Clarence i Alabama acaben per enamorar-se i fins i tot per casar-se. Llavors a Clarence li assalten seriosos dubtes sobre el passat d'Alabama i el seu "protector" el temible i violent "Drexl" (Gary Oldman). De manera que va al club a recollir les coses d'Alabama. Quan obre la maleta ja al seu apartament, descobreixen que està plena de droga; la qual d'una banda, ells pretenen vendre i d'altra banda, els socis de Drexl pretenen recuperar.

## Producció
El guió d'aquesta pel·lícula va ser escrit pel llavors desconegut Quentin Tarantino. La història es basava en un argument ideat per ell mateix i pel seu company Craig Hamann. El guió va ser venut amb la intenció de recaptar diners per a la seva òpera primera Reservoir Dogs (1992). Més tard, quan la popularitat del jove cineasta va augmentar, Tony Scott va dirigir aquesta road movie que ràpidament es va convertir en una cinta de culte per a fans del gènere. Amor a boca de canó és una pel·lícula que barreja el millor Rockabilly, amb escenes violentes, sense oblidar el sentit romàntic de la pel·lícula.

## Repartiment
- Christian Slater (Clarence Worley) Interpreta a un jove dependent d'una tenda de còmics, aficionat de les pel·lícules d'arts marcials. Es troba en un cinema a Detroit veient una sessió triple de Sonny Chiba quan coneixerà a Alabama.
- Anna Thomson (Lucy) És una noia amb la qual veiem a Clarence xerrar amistosament en la barra d'un bar.
- Patricia Arquette (Alabama Whitman) És l'atractiva jove amb la qual s'ensopega "casualment" Clarence, poc després descobrirem que es tracta d'una prostituta contractada pel cap de Clarence.
- Val Kilmer (Elvis) Com el fantasma d'Elvis Presley, el mentor de Clarence o la seva consciència.
- Gary Oldman (Drexl Spivey) És el "pinxo" (proxeneta) d'Alabama. Clarence decideix acudir al club d'aquest per "alliberar" a Alabama, després d'un tiroteig en el qual Clarence assassina a Drexl agafa un maletí ple de cocaïna.
- Dennis Hopper (Clifford Worley) Agent de seguretat i expolicia, és el pare de Clarence al que decideix visitar per esbrinar si la policia sap alguna cosa sobre la mort de Drexl.
- Christopher Walken (Vincenzo Coccotti) És un gánster que desitja fer-se amb la maleta que conté la droga. Per a això no dubta a torturar i assassinar al pare de Clarence.
- Michael Rapaport (Dick Ritchie) Antic amic de Clarence és un aspirant a actor establert a Los Angeles, Clarence pensa que Dick el podrà ajudar a vendre la droga en el móno de Hollywood.
- Conchata Ferrell (Mary Louise Ravencroft) Agent de Dick.
- Brad Pitt (Floyd) El company drogoaddicte de pis de Dick.
- Bronson Pinchot (Elliot Blitzer) És un ajudant de productor al que Dick presenta a Clarence com a forma d'arribar a possibles interessats en la droga.
- James Gandolfini (Virgil) És un assassí a sou de Coccotti. Després d'esbrinar on s'allotja Clarence, aconsegueix accedir a Alabama a la qual interroga brutalment.
- Maria Cigarreta (Kandi) L'amiga de Elliot quan és arrestat per la policia.
- Chris Penn / Tom Sizemore (Nicky Dimes) / (Cody Nicholson) Són una parella de detectius que ofereixen un tracte a Elliot perquè aquest pugui evitar la presó a canvi de cooperar amb la policia de Los Angeles
- Ed Lauter (Capità Quiggle) És el superior de Dimes i Nicholson.
- Saul Rubinek (Lee Donowitz) És un productor de cinema interessat a comprar la droga. A casa seva es produeix un terrible tiroteig en el qual estan implicats els seus guardaespatlles, els homes de Coccotti, la policia, i Clarence, Alabama i Dick.